# 漫才

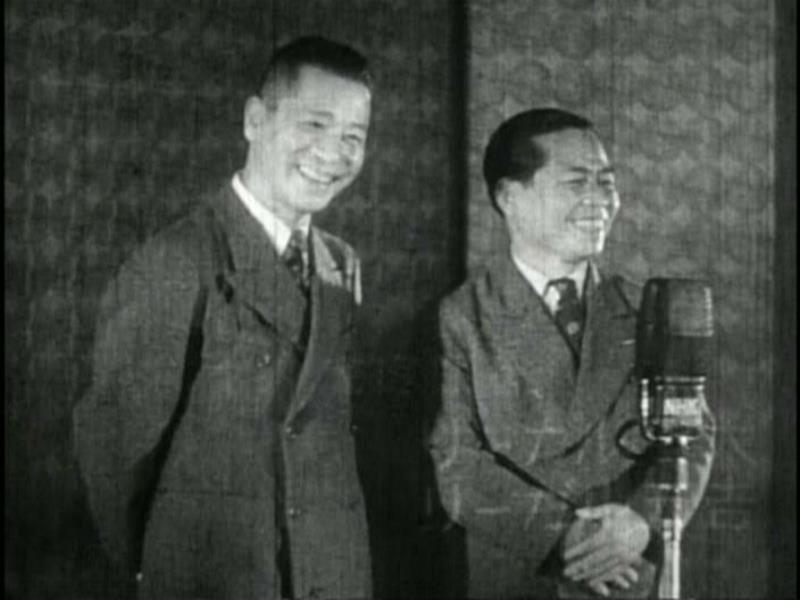
リーガル千太・万吉

漫才（まんざい）とは、こっけいな掛け合いや、言い合いで客を笑わせる寄席演芸の一種。
平安時代に成立した伝統芸能「萬歳」が、江戸時代から昭和時代にかけて、大阪・京都を中心とする上方（畿内）の寄席において、独自に発展したもの。現在は寄席だけでなくテレビやラジオなど多くの媒体で人気を博し、バラエティ番組のいわゆる「ネタ番組」において、コントと並んでポピュラーな演芸の一種である。
上方の漫才を特に上方漫才（かみがたまんざい）という。
漫才を行う者は一般的に「漫才師」と呼ばれるが、所得税法施行令第320条第5項では「漫才家」の表記が使われている。

## 基本形式と構成
漫才は基本的に、演者が「演者自身」として発話し、その会話の流れによって観客を笑わせる演芸である。二人一組で演じられることが多いが、3人組や4人組の例もある。人数の上限について、漫才作家の相羽秋夫は「五、六人ぐらいが妥当ではないでしょうか」としている。
シンプルな会話体を基本とすることから、演者の個性に合わせ、音曲、踊り、物真似など、ネタ中に「何をやっても許される」自由な演芸形式となっている。日常生活、流行文化、政治経済など幅広い題材を扱うことが可能で、時流に合わせてネタを細かく、また大きく変化させることができる。
漫才は明確な定義を定めることができない。よって、「こうでなければ漫才として成立しない」という制約は無い。漫才史研究者の神保喜利彦は、「漫才はなんでもあり」だったからこそ、ここまでの地位に上り詰めることができたと述べている。

### ボケとツッコミ
漫才は基本的に「ボケ」と「ツッコミ」という2つの役割で成り立っている。それぞれ古典萬歳の「才蔵」と「太夫」に由来する。
「ボケ」は、冗談を言う、話題の中に明らかな間違いや勘違いなどを織り込む、笑いを誘う所作を行う、などの言動によって、観客の笑いを誘うことが期待される役割である。ボケは、もともととぼけ役と呼称されていた。芸席において紹介のつど「つっこみ（役）・とぼけ（役）」と称されていたことが、のちに「つっこみ・とぼけ」→「つっこみと、ぼけ」のように転じた。
「ツッコミ」は、ボケの間違いを要所で指摘し、観客に笑いどころを提示する役割である。明治・大正の一時期には「シン」と呼称した。ツッコミは、口頭で指摘するほかに、ボケの体のどこかを、平手・手の甲・小道具などで叩く（ドツキ）、または足で蹴ることでそれに代える場合がある。秋田實の論文によれば、玉子屋円辰が『曽我物語』を歌った際の、代役の太鼓たたきとのやり取りがツッコミの始まりという。
ボケ・ツッコミの役割分担は必ずしも固定的ではなく、流れによってボケとツッコミが自然に入れ替わる展開を用いるコンビもある。例えば、ボケ役の冗談に対し、ツッコミ役がツッコまずに「ノる」、つまりボケに一時的に同調し、ある程度ノッた後にツッコミを入れてオチを付ける芸（ノリツッコミ）などである。このため、ボケとツッコミは「役柄」というよりは、やり取りのさまを概念化したものと考えるのが妥当である。
トリオ漫才（役割が固定された場合）においては、ボケ2人・ツッコミ1人の比率が主流である。ネタの役割分担によって、フリ（後述）にあたる小さいボケを「小ボケ」、オチに至る大きいボケをする者を「大ボケ」、と区別することもある。

### フリ
上記の役割と兼ねて、「筋フリ」または「フリ」という、ネタの構成を進行・展開・転換する役割を、メンバーのいずれかが担わなければならない。『大辞泉』の「ツッコミ」の項は「漫才で、ぼけに対して、主に話の筋を進める役」としており、ツッコミがフリを担う、と定義しているが、ボケがフリを担当するコンビも少なくない。
ボケ・ツッコミが固定したコンビを仮定した場合、ツッコミが進行するコンビ、ボケが進行するコンビ、ボケ・ツッコミ双方が進行するコンビの3種が考えうる。

## 漫才のスタイル
前田勇は自著において、漫才を、以下の4類10種に分類した。漫才師の芸およびネタは、これら10種の要素を、どれかひとつ特化させているか、または組み合わせている。
- 音曲漫才
  - 俗曲漫才
俗曲（民謡、俗謡）の類を主とするもの。三人奴などが該当する[9]。
  - 語りもの漫才
浄瑠璃、浪曲、琵琶語りの類を主とするもの。昭和中期における浪曲漫才の諸グループ（玉川カルテット、宮川左近ショーなど）が該当する[10]。
  - 歌謡漫才
流行歌・歌謡曲の類を主とするもの。かしまし娘、暁伸・ミスハワイ、タイヘイトリオ、フラワーショウなどや、音楽ショウと総称された諸グループ（あきれたぼういず、小島宏之とダイナブラザーズ、あひる艦隊、横山ホットブラザーズなど）が該当する[11]。
  - 曲弾き漫才
楽器の曲芸的演奏を主とするもの。市川福治・かな江、桜津多子・桜山梅夫、都上英二・東喜美江などが該当する[12]。
- 踊り漫才
本格的舞踊を滑稽にくずして見せるもの。砂川捨丸・中村春代の捨丸による「舞い込み」や、松葉家奴・喜久奴の奴による「魚釣り」などが該当する[13]。
- しぐさ漫才
  - 寸劇漫才
舞台劇、劇映画などの断片を模写するもの。砂川捨丸・中村春代による『金色夜叉』、チャンバラトリオによる一連のパロディなどが該当する[14]。
  - 身振り漫才
身振り、表情を主とするもの。吉田茂・東みつ子の茂による「かぼちゃ」などが該当する[15]。
  - 仮装漫才
仮装を見せるもの。コントのように役柄を演じるためではなく、仮装それ自体で笑いを誘うことを旨とする。松葉家奴・喜久奴の奴が和服の裏地に「火の用心」などの言葉を染め抜いておき、タイミングよく観客に示すギャグなどが該当[16]。
- しゃべくり漫才
  - 掛け合い漫才
掛け合いでしゃべるもの[17]。並木一路・内海突破、夢路いとし・喜味こいしが該当。
  - ぼやき漫才
1人がしゃべり続け、相方は相槌を打つだけのもの。本質的には漫談である。都家文雄によって創始され、弟子の人生幸朗・生恵幸子や東文章・こま代に受け継がれた。このほか、西川のりお・上方よしおなどが該当する[18]。

### しゃべくり漫才・コント漫才
現代の漫才を大きく二つに分けた場合、「しゃべくり漫才」と「コント漫才」に分かれる。
しゃべくり漫才とは、日常の雑談や時事を題材に掛け合いのみで笑わせる漫才を指す。創始者は、横山エンタツ・花菱アチャコ。1980年代の漫才ブーム以降、上述の音曲漫才や歌謡漫才は急速に廃れ、しゃべくり漫才が漫才の王道・正統派とされるようになった。しゃべくり漫才の定義について、ナイツの塙宣之は「キッチリ定義することは難しいが、あえて言うならば、しゃべくり漫才とは日常会話だと思います」と語っている。
コント漫才とは、例えばある店の店員と客を演じるように、コントに入っていくパターンの漫才を指す。衣装や小道具、効果音を使わずに、立ち位置もそのままで設定した役になりきるという点でコントとは異なる（これを逆手に取り、コンパ参加者のほとんど全員などといった多数の役柄をボケが一人で演じるパターンも存在する。）。設定を振ってコントに切り替えることを、符牒でコントインと呼ぶ。センターマイクから離れることも多いため、しゃべくり漫才と比べて邪道とされることもある。
近年では「○○をするから、お前はそこで見てて」というように、ボケが独自の世界観に没入し、ツッコミはそれを傍観しつつ指摘するコント漫才も増えている。

## 歴史

### 萬歳から万才へ

正月の祝賀会で萬歳を披露する2人組を描いた19世紀の日本画（作者不明）。

平安時代以来祭礼における派遣（予祝芸能）や家々を回る門付の芸能であった萬歳は、18世紀前半の上方で小屋掛けの芸として演じられるようになり、18世紀末（天明期）には生國魂神社や八坂神社に常設の小屋が開設されるに至った。この小屋芸としての萬歳は宮中における奉納などのための形式（御殿萬歳・宮中萬歳）とは異なり、2人組による滑稽な会話による笑芸で、大阪俄の前座における軽口（かるくち。掛け合い、掛け合い噺とも）と重なりがあった。
この萬歳小屋は、その軽口や、落語の台頭のために廃れたが、幕末期になり、萬歳は新たな寄席芸として息を吹き返す。これは尾張萬歳や三河萬歳の影響を直接的に受けた「三曲萬歳（さんぎょくまんざい）」と呼ばれる形式で、胡弓・鼓・三味線という3種の楽器を持った多数の萬歳師が、小咄の掛け合い、言葉遊び、数え歌などの合間に、音曲でにぎやかにはやし立てるものである。ひとつの流れを持った会話劇というよりは、現代における大喜利に似たものであった。この三曲萬歳はほとんど必ず「アイナラエ」という合いの手を入れる『奥田節』の演奏・歌唱で締めくくられるため、この時期の形式自体を「アイナラエ」と呼称する場合がある。また、御殿萬歳などが片膝立てで行われたのに対し、三曲萬歳は立った状態で演じられたので「立ち萬歳」とも呼ばれた。この形式で人気を取った人物に初代および2代目の嵐伊六がいる。
なお明治初期に成立した、浪曲師と曲師の2人1組による演芸形式である浪曲も、萬歳や軽口と相互に影響し合った。このように「2人組以上を基本とした滑稽な音曲としゃべくり」による演芸形式が上方で定着していく。
明治末期、河内音頭・江州音頭などの音頭取り芸人であった玉子屋円辰が、これまでの興行萬歳よりも音楽性の強い、歌舞音曲の合間に滑稽なしゃべくりを挟む、という形式で人気をとり、萬歳との差別化を強調するため看板などに「万才（まんざい）」の表記を用いた。円辰の人気を受け、音頭取りや俄の芸人が多く万才に転じたほか、「女道楽」などの音曲師がこれまでの芸を変えずに「万才」を標榜したことで、万才の持つスタイルに多様性が生まれた。この時期の形式を昭和中期まで伝えたコンビに砂川捨丸・中村春代がいる。なお、この時期を含め、長らく上方の寄席演芸は落語が中心であり、万才師の多くは端席と呼ばれる廉価な寄席にしか出演機会がなく、またそのような寄席でも、音頭、浪曲、義太夫などの主要プログラムに対し、添え物的な立場に置かれていた。
東京では、上方出身の日本チャップリン・梅廼家ウグイスが1917年（大正6年）に初めて万才を演じた同年に、東京出身の玉子屋円太郎・玉奴（のちの荒川清丸・玉奴）がデビューしている。なお、香盤表やプログラムでは「万才」ではなく「掛け合い」と表記されていたという。

### 「しゃべくり漫才」の誕生

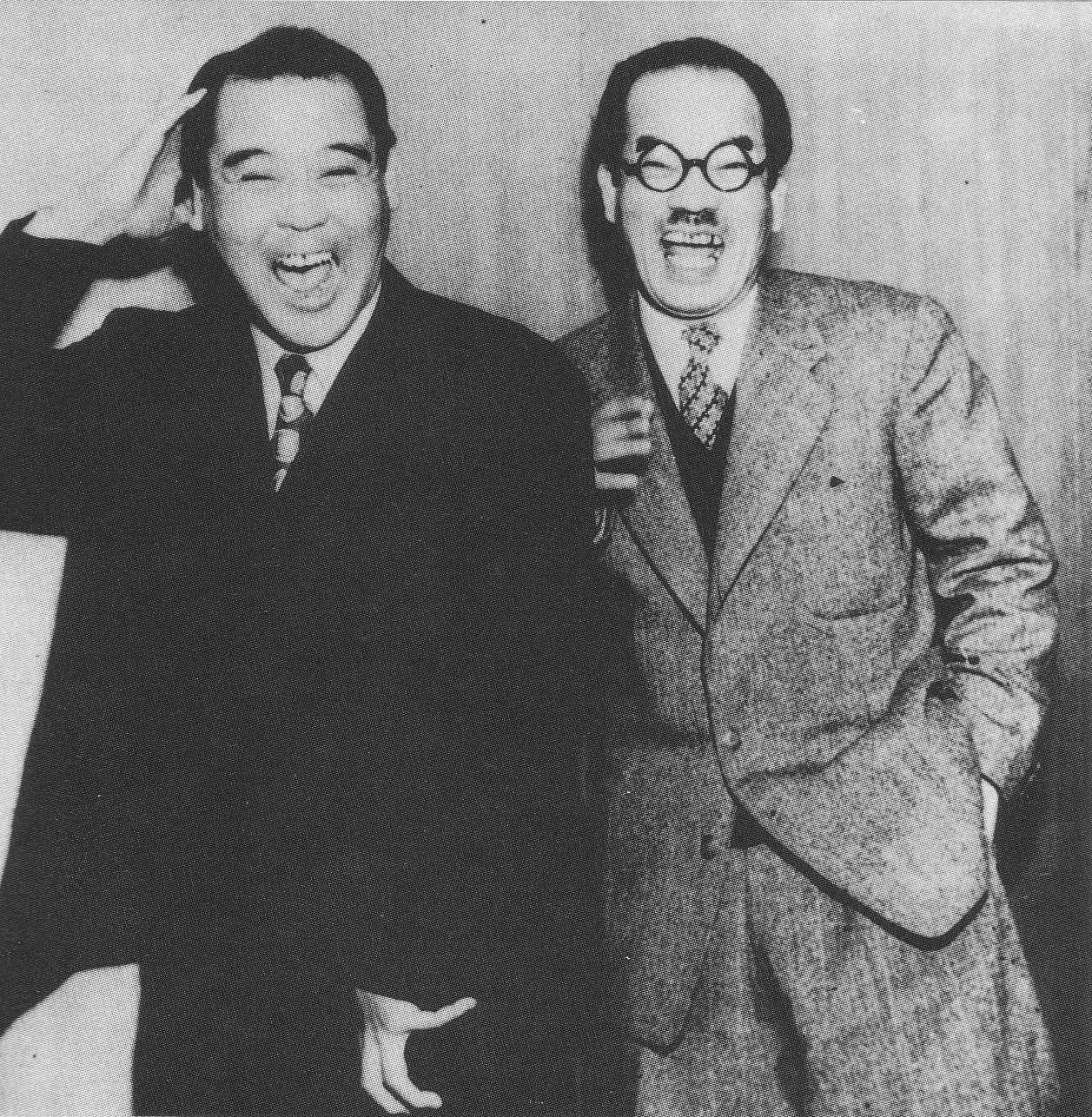
左が花菱アチャコ、右が横山エンタツ
本来の立ち位置とは逆である。

1930年（昭和5年）、吉本興行部（吉本興業の前身）所属のコンビ「横山エンタツ・花菱アチャコ」が、従来和装であった萬歳師・万才師と異なり、背広を身に着け、長らく萬歳・万才の音曲の「つなぎ」扱いであったしゃべくりだけで高座をつとめる、画期的な「しゃべくり漫才」スタイルを創始し、絶大な人気を博した。しゃべくり漫才はこれまでの萬歳・万才よりも多く笑いを企図したことが特徴で、エンタツ・アチャコ以降、彼らに追随する多くのコンビが結成されたほか、ラジオ放送のコンテンツとして全国的な認知を得て、多くのスター漫才師が生まれた。発表の場の増加と広がりに合わせ、秋田實など、専業の漫才作家が活動を開始するようになった。やがて漫才は主に「しゃべくり漫才」を指す語となり、これまでの漫才は少数派となり、「音曲漫才」というレトロニムと化した。
同時期の東京では、柳家金語楼がエンタツ・アチャコに触発されて、弟子の柳家梧楼と柳家緑朗に高座で掛け合いを演じさせた。両者はのちにリーガル千太・万吉を名乗り、1935年（昭和10年）には他の約80組のコンビとともに「帝都漫才組合」を設立した。その後、並木一路・内海突破、夢路いとし・喜味こいしの台頭があった。
第二次世界大戦終結後、漫才師の何人かが戦死・病死・消息不明に見舞われたり、劇場やプロダクションの運営が停止したりする（例として、吉本は映画館運営会社へ一時転身した）など、演芸のための人的・物的リソースが不足する中、松鶴家団之助による自主マネージメント会社「団之助芸能社」の立ち上げや、秋田實による若手の研究会「MZ研進会」発足など、漫才の復興に向けた動きがなされた。やがて演芸プロダクションや劇場運営会社が次々と再興し、多くの芸人がいずれかに所属するようになる。

### 漫才ブーム
民間放送の開始やテレビ放送の隆盛にともない、上方・東京双方で多くの漫才師がテレビ番組を通じて芸を披露し、人気スターとなった。また、1966年（昭和41年）の「上方漫才大賞」を皮切りに、放送局主催による漫才コンクールの創設が相次いだ。1980年（昭和55年）に相次いで開始された、東西の若手漫才師を紹介する全国ネットのテレビ番組『激突!漫才新幹線』（関西テレビ製作・フジテレビ系列）および『THE MANZAI』（フジテレビ系列）が当時の若者を中心に話題を呼び、「漫才ブーム」と呼ばれる社会現象となった。それぞれの番組に出演した漫才師たちは人気タレントとなり、司会者、歌手、俳優などとしても第一線で活動した。

### M-1グランプリ
2001年（平成13年）、島田紳助（元・島田紳助・松本竜介）の発案により、漫才コンテスト『M-1グランプリ』が創設され、初代チャンピオンには中川家が選出された。賞金1000万円、決勝が全国ネットのゴールデンタイムで放送されるなど、前例のない大規模なコンテストであり、2021年大会で優勝した錦鯉は翌年1000万円以上の月収を得るまでになる等、影響力も大きい。寄席でやる漫才は時間が10分から15分程度であるが、M-1グランプリ決勝戦のネタ時間は4分程度と定められている。この「4分」というのは、漫才をする時間として特殊であり、ナイツの塙宣之は、M-1の漫才と寄席の漫才は、100m走と10000m走くらいの差があるとして、「M-1グランプリは漫才日本一を決めると謳いつつ、でも実際は漫才という競技の中の100m走の日本一を決める大会なのです」と語っている。
2020年（令和2年）、西川きよし（元横山やすし・西川きよし）が漫才師初の文化功労者に選出された。

### 呼称・表記の変化について
前述のとおり、現代の呼称である「漫才」に至るまでは、「萬歳」「万才」の表記が基本的に昭和初期まで用いられた。1933年（昭和8年）1月、吉本興業に新設された宣伝部が発行した『吉本演藝通信』の中で、萬歳・万才の宣伝媒体や劇場の看板等における表記を「漫才」と改称することが宣言され、これまでの萬歳・万才との違いを強調した。なお、1932年（昭和7年）3月時点ですでに、吉本興行部が「吉本興業合名会社」に改組された際の社内資料に、「漫才」の表記が営業品目として使われている。
この表記変更に至る経緯や、考案者については諸説がある。
- 吉本興業は、エンタツ・アチャコによる「新しい万才」の呼び方を一般公募した（エンタツ・アチャコ自身は結成当初「二人漫談」と称していた[35]）。「滑稽コント」「ユーモア万歳」「モダン万歳」「ニコニコ問答」などの案が集まったが、文芸部長（のちの社長）で、宣伝部門統括者の橋本鐵彦がどれにも納得できず、自ら、漢字表記だけを変えた「漫才」という呼称を考案したという[36]。なお、橋本の吉本入社は吉本興業への改組後であり、上記の資料と矛盾が生じる。
  - 「漫」の字については、漫画にちなんだ説[27]と、漫談にちなんだ説[35]とがある。
- 「漫才」の名付け親は橋本ではなく、当時同社の総支配人だった林正之助であるとする説もある。正之助は橋本が吉本を去ったのち、「わしが考案した」「わしが橋本に提案した」と発言している[34]。
  - なお、林の没後、澤田隆治が橋本に「漫才」の名付け親が林であるかどうか尋ねたところ、橋本は「あの方がそういわれるのだったら、そうでしょう」と回答したことから、澤田は「歴史は権力者のものなのだということを知らされた思いがした」「林正之助さんぐらい思いっきり長生きすると、まわりに反論する人が誰もいないから、なんでも自分がやったことになる」と述べ、疑義を示している[37]。長らく吉本新喜劇や文芸部でエンタツ・アチャコと接してきた竹本浩三も正之助説を否定している[34]。
- 小島貞二は橋本説をとりつつ、「漫才」の表記が広まり、定着したきっかけを、1934年（昭和9年）4月25日から3日間、東京・新橋演舞場で開催された「特選漫才大会」の宣伝物や紹介記事としている。当時東京吉本の責任者だった林弘高が小島に語ったところによると、弘高が演芸愛好家である作家の長谷川伸の相談をあおぎ、同興行の開催をきっかけに表記の本格的な統一を決めたとしている[35]。

当初、「漫才」の表記には花月亭九里丸など芸人の間で批判があった。

## 類似の芸
「漫才ブーム」の当事者であった「ツービート」のビートたけしは、しゃべくり漫才の直接的なルーツはアメリカ合衆国の話芸・ダブルアクトにあるとしている。
アメリカのほか、ドイツ、韓国、中国などの国々にも似たような2人組の話芸があって、日本の漫才のようにボケ、ツッコミが見られる。